# Gert Melville

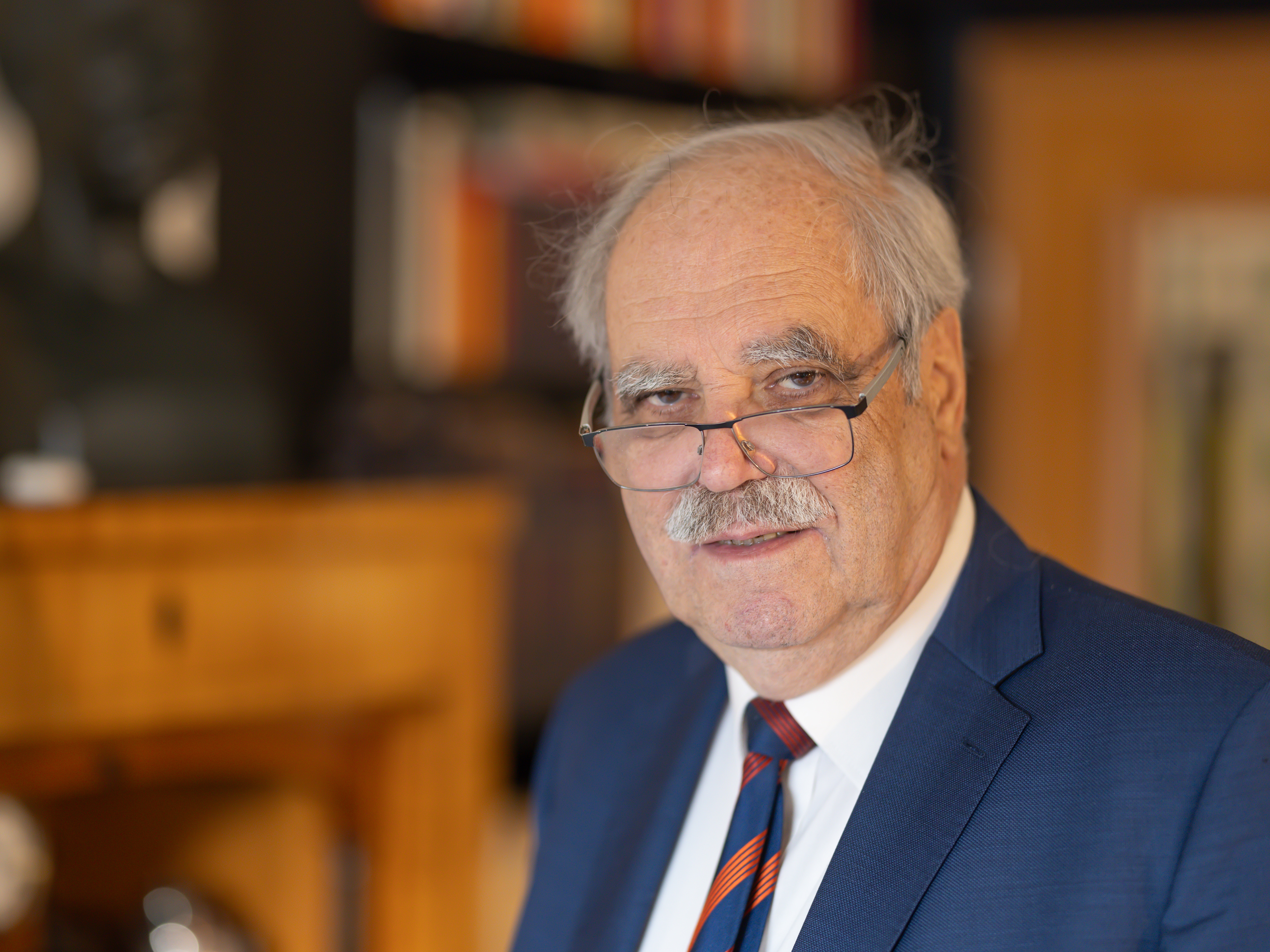
Gert Melville (November 2024)

Gert Melville (* 27. November 1944 in Wartenberg) ist ein deutscher Historiker im Bereich der Mittelalterlichen Geschichte. Er gehört zu den führenden Forschern auf dem Gebiet der Ordensgeschichte.

## Leben
Gert Melville studierte zwischen 1965 und 1971 Jura, Geschichte, Germanistik und Philosophie an der Universität München, wo er 1971 bei Johannes Spörl promoviert wurde. Anschließend arbeitete er bis 1984 in verschiedenen Positionen am Lehrstuhl für Universitäts- und Bildungsgeschichte von Laetitia Boehm an der LMU München und beendete dort 1983 seine Habilitation. Dem folgten zwischen 1985 und 1991 Lehrstuhlvertretungen an der Eberhard Karls Universität Tübingen und der Johann Wolfgang Goethe-Universität Frankfurt am Main sowie der Universität Passau. Während dieser Zeit war Melville auch als Gastprofessor an der Université de Paris I (Sorbonne) und der École des Hautes Études en Sciences Sociales tätig.
Melville lehrte seit 1991 als Professor für Mittelalterliche Geschichte an der Universität Münster, bis er 1994 an die Technische Universität Dresden wechselte. Dort besetzte er bis zum Wintersemester 2009/10 den Lehrstuhl für Mittelalterliche Geschichte und wurde 2010 von der Philosophischen Fakultät zum Seniorprofessor ernannt. Seit Mai 2010 ist Melville Mitglied des Hochschulrates der TU Dresden. Daneben ist er seit 2004 als ständiger Gastprofessor an der Katholischen Universität Eichstätt tätig, deren interimistischen Leitung er von Juni 2008 bis März 2009 angehörte.
Im Mai 2012 wurde Melville von Papst Benedikt XVI. in das Päpstliche Komitee für Geschichtswissenschaft berufen. Im Jahr 2017 wurde Melville die Ehrendoktorwürde durch die Universidad Nacional de San Martín in Buenos Aires verliehen. Mit der Verleihung wurden seine besonderen Verdienste in der Erforschung der mittelalterlichen Geschichte, insbesondere der Ordensgeschichte sowie den hier zugrundeliegenden institutionsgeschichtlichen Ansatz gewürdigt.
Melville hat zwei Söhne und lebt mit seiner Familie in Coburg.

## Forschungstätigkeit
In seinen Forschungen beschäftigt sich Melville hauptsächlich mit der mittelalterlichen Historiographie der spätmittelalterlichen Hofkultur sowie der vergleichenden Ordensgeschichte des Mittelalters. Neben seiner Forschungstätigkeit machte er sich vor allem als Wissenschaftsmanager einen Namen. So war Melville unter anderem in Dresden Begründer und Sprecher des Sonderforschungsbereichs 537 „Institutionalität und Geschichtlichkeit“ und des internationalen Graduiertenkollegs 625 „Institutionelle Ordnungen, Schrift und Symbole / Ordres institutionnels, écrit et symboles“. Seit 2005 ist Melville Direktor der Forschungsstelle für Vergleichende Ordensgeschichte, die zunächst an der Universität Eichstätt angesiedelt war und seit 2010 an der TU Dresden untergebracht ist. Zudem ist er seit 2010 Leiter des Forschungsprojektes Klöster im Hochmittelalter: Innovationslabore europäischer Lebensentwürfe und Ordnungsmodelle, das von der Heidelberger Akademie der Wissenschaften und der Sächsischen Akademie der Wissenschaften finanziert wird.
Gemeinsam mit Martial Staub hat Melville 2008 die zweibändige Enzyklopädie des Mittelalters herausgegeben, die 2013 in einer aktualisierten Auflage erschien.

## Schriften (Auswahl)
Monographien
- System und Diachronie. Untersuchungen zur theoretischen Grundlegung geschichtsschreiberischer Praxis im Mittelalter. Diss. phil., LMU München 1971 (teilweise veröffentlicht in: Historisches Jahrbuch. 95, 1975, S. 33–67, Digitalisat).
- Die Papstchronistik im Spätmittelalter. Historisches Wissen im Rezeptionsgefüge von Texten und Themen. Habil.-Schrift, LMU München 1983 (unveröffentlichtes Manuskript).
- Die Welt der mittelalterlichen Klöster. Geschichte und Lebensformen. Beck, München 2012, ISBN 3-406-63659-4.

Herausgeberschaften
- mit Martial Staub: Enzyklopädie des Mittelalters. 2 Bde., Wissenschaftliche Buchgesellschaft, Darmstadt 2008, ISBN 978-3-89678-598-5.
- mit Alois Schmid: Studien zum Bildungswesen der bayerischen Augustiner-Chorherren in Mittelalter und früher Neuzeit. Augustiner-Chorherren-Verlag, Paring 2008, ISBN 3-936197-08-3.
- mit Anne Müller: Mittelalterliche Orden und Klöster im Vergleich. Methodische Ansätze und Perspektiven. Lit, Berlin u. a. 2007, ISBN 3-8258-1125-5.
- mit Sébastien Barret: Oboedientia. Zu Formen und Grenzen von Macht und Unterordnung im mittelalterlichen Religiosentum. Lit, Münster 2007, ISBN 3-8258-8926-2.
- mit Anne Müller: Regula Sancti Augustini. Normative Grundlage differenter Verbände im Mittelalter. Augustiner-Chorherren-Verlag, Paring 2008, ISBN 3-9805469-8-5.
- mit Markus Schürer: Das Eigene und das Ganze. Zum Individuellen im mittelalterlichen Religiosentum. Lit, Münster u. a. 2002, ISBN 3-8258-6163-5.
- mit Annette Kehnel: In propositio paupertatis. Studien zum Armutsverständnis bei den mittelalterlichen Bettelorden. Lit, Münster u. a. 2001, ISBN 3-8258-5340-3.
- mit Jörg Oberste: Die Bettelorden im Aufbau. Beiträge zu Institutionalisierungsprozessen im mittelalterlichen Religiosentum. Lit, Münster u. a. 1999, ISBN 3-8258-4293-2.
- mit Peter von Moos: Das Öffentliche und Private in der Vormoderne. Böhlau, Köln u. a. 1998, ISBN 3-412-01698-5.
- mit Heinz Duchhardt: Im Spannungsfeld von Recht und Ritual. Soziale Kommunikation in Mittelalter und früher Neuzeit. Böhlau, Köln u. a. 1997, ISBN 3-412-04597-7.
- De ordine vitae. Zu Normvorstellungen, Organisationsformen und Schriftgebrauch im mittelalterlichen Ordenswesen. Lit, Münster 1996, ISBN 3-8258-2586-8.
- Institutionen und Geschichte. Theoretische Aspekte und mittelalterliche Befunde. Böhlau, Köln u. a. 1992, ISBN 3-412-06291-X.